# Оленяча (притока Колозера)
Оле́няча (рос. Оленья) — невелика річка на Кольському півострові, протікає територією Кольського району Мурманської області, Росія. Відноситься до басейну річки Кола.
Річка бере початок з невеликого озерця на південний захід від гори Веже-Тундра. Протікає у верхній течії на південний схід, впадає до озера Колозера в його північно-західній частині. Русло нешироке, береги заліснені та болотисті. Протікає через 3 озера — Оленяче, Глибоке та Сухе.